# Serrat dels Lladres (Sagàs)
El Serrat dels Lladres és una muntanya de 667 metres que es troba al municipi de Sagàs, a la comarca catalana del Berguedà. S'hi troba el poblat ibèric del Serrat els Lladres.